# アトコ・レコード
アトコ・レコード（Atco Records）は1955年にアトランティック・レコードのハーブ・エイブラムソンにより創設された、アメリカのレコード・レーベル。
現在はワーナー・ミュージック・グループのライノ・エンタテインメントが統制を執っている。
レーベル名は「Atlantic company」を略したものである。

## 沿革

### 初期・隆盛期
1955年にのハーブ・エイブラムソンにより、アトランティック・レコードのサブ・レーベルとして創設。アトランティックで取り扱わないもの、厳密には1968年までのジャズとソウル/R&Bをリリースするために創られた。イギリスのアーティストを国内配給する際、非アフリカ系アメリカ人のミュージシャンをここで扱い発売した。
1980年代後半には、アメリカにおいて、ロバート・スティグウッドのRSOレコードや、ヴォルト・レコード、ローリング・ストーンズ・レコード、ルースレス・レコードの配給も行っていた。

### 晩期
アトコの晩年のヒット曲はスウィート・センセーションの「If Wishes Came True」 (1990年)である。アトランティックはアトコを1991年に駆け出しのイースト・ウェスト・レコードに統合し、合併会社アトコ/イースト・ウェスト・レコードを一時期形成していた。しかし、1993年にアトコはレーベル名から降り、イースト・ウェストによりレーベルは統制され続けることになる。アトコの名前とロゴはリイシューの時に残ることになる。

### 復帰
2006年にワーナー・ミュージック・グループ（WMG）は子会社のライノ・エンタテインメントの合同の元、アトコ・レコードの活動を再開させる。近年はWMGの役員、カレン・アーメットが頭取をしている。彼女はカリフォルニア州ロサンジェルスを拠点としている。スカーレット・ヨハンソンとアート・ガーファンクルが復帰後第一弾のアーティストとして契約する。ガーファンクルはアルバム『魅惑の宵』を2007年1月30日に発表した。ヨハンソンはトム・ウェイツの曲のカバーを収録したアルバム『レイ・マイ・ヘッド』を2008年5月に発表。

## ミュージシャン
| - AC/DC - ジンジャー・ベイカー - ハービー・マン - ビージーズ - アッカー・ビルク - ブラインド・フェイス（アメリカ国内盤のみ） - ブルー・マジック - バッファロー・スプリングフィールド - ザ・キャピトルズ - エリック・クラプトン - ザ・コースターズ - アーサー・コンリー - クリーム（アメリカ国内盤のみ） - ボビー・ダーリン - スペンサー・デイヴィス・グループ - ドリーム・シアター - ジュリー・ドリスコール、ブライアン・オーガー・アンド・ザ・トリニティー（アメリカ国内盤のみ） - イナフ・ズナフ - ベント・ファブリック&ヒズ・ピアノ - ザ・ファイアボールズ - ジェネシス - R.B.グレーヴス - ティム・ハーディン - ヨルゲン・イングマン - INXS | - スカーレット・ヨハンソン - アイアン・バタフライ（累計3000万枚という記録的なセールスを挙げた） - デオン・ジャクソン（カーラ） - ベン・E・キング - キング・カーティス - ラスト・ワーズ - LOUDNESS - ルル - パンテラ - ミシェル - パット&ザ・サテライツ - ラット - オーティス・レディング（ヴォルト&アトコ） - ボブ・リヴァース（クリティク&アトコ） - ザ・ロビンス - ザ・ローズ・ガーデン - シャドーズ・オブ・ナイト - ソニー&シェール（ソニー・ボノ、シェール） - タンジール - ニノ・テンポ&エイプリル・スティーヴンス - ピート・タウンゼント - ザ・トロッグス - ヴァンデンバーグ - ヴァニラ・ファッジ - イエス（アメリカ国内盤のみ、イギリスはアトランティック） |

注：過去に所属していたアーティストも含む。